# Tomiño
Tomiño är en kommun i Spanien. Den ligger i provinsen Pontevedra i den autonoma regionen Galicien i nordvästra delen av landet, 500 km nordväst om huvudstaden Madrid. Antalet invånare är 13 782 (2024). Arean är 106,80 kvadratkilometer.